# Kleinhündlbach
Kleinhündlbach ist ein Ortsteil der Gemeinde Fraunberg, Landkreis Erding, Oberbayern.

## Lage
Der Weiler liegt rund vier Kilometer südöstlich von Fraunberg. Durch den Ort verläuft der Hündlbach, der vier Kilometer westlich bei Grafing in die Strogen mündet.